# Sangidordschiin Sansargereltech
Sangidordschiin Sansargereltech (mongolisch Сангидоржийн Сансаргэрэлтэх; * 1969 in Ulaanbaatar) ist ein mongolischer Komponist.
Sansargereltech hatte als Kind Klavierunterricht bei seinem Vater, dem Komponisten Tschoigiwiin Sangidordsch. An der Musikschule von Ulaanbaatar studierte er von 1977 bis 1985 Klavier bei Lodoidambyn Nasanbat und Komposition bei Sembiin Gontschigsumlaa. Er setzte seine Klavierausbildung an der Musikhochschule bei Puntsagin Pagma fort und studierte ab 1989 am Moskauer Konservatorium Komposition bei Albert Leman und Klavier bei Jelena Saweljewa.
Daran schloss sich ein Postgraduiertenstudium bei Leman und von 1997 bis 1999 am Real Conservatorio Superior de Música in Madrid bei Antón García Abril an. 1999 wurde er beim Herbstfestival von Ulaanbaatar für das beste Klavierwerk ausgezeichnet. Als Auftragswerk für Yo-Yo Ma und das Silk Road Project entstand 2000 die Ballade für mongolische Instrumente und Kammerensemble Khara-Khorum. Sangidorj lebt in der Mongolei und den USA.

## Werke
- Concerto für Violine und Klavier, 1993
- Concerto für Klavier und Orchester, 1994
- Symphony No. 1, 1995
- To Vincent van Gogh für Violine, 1996
- Wind Quintet für Flöte, Oboe, Klarinette, Horn und Fagott, 1996
- String Quartet, 1997
- Piano Works, Volume I, 1999
- Khara-Khorum Ballade für Yatga, Morin Khuur und Instrumentalensemble, 2000
- Wind of Memory für Cello und Windspiel, 2003

| Personendaten    | Personendaten                                                                 |
| ---------------- | ----------------------------------------------------------------------------- |
| NAME             | Sansargereltech, Sangidordschiin                                              |
| ALTERNATIVNAMEN  | Сансаргэрэлтэх, Сангидорж (mongolisch); Sansargereltekh, Sangidorj (englisch) |
| KURZBESCHREIBUNG | mongolischer Komponist                                                        |
| GEBURTSDATUM     | 1969                                                                          |
| GEBURTSORT       | Ulaanbaatar                                                                   |